# Liudmila Matsiura
Liudmila Matsiura (Людми́ла Мацюра) es una organista rusa.

## Estudios y repertorio
Finalizó sus estudios superiores en el Conservatorio de M. I. Glinka (de la ciudad de Nizhny Novgorod, Rusia) donde obtuvo los diplomas de organista-concertista y pianista con la prestigiosa profesora y famosa organista-concertista de Rusia G. I. Kozlova.
Ha perfeccionado estudios con grandes maestros-organistas como: Leo Kremer, Arturo Sacchetti, Luigi Ferdinando Tagliavini, Jean Guillou, Guy Bovet, Marie Claire Alain, Lionel Rogg, Peet Kee, Monserrat Torrent, Harald Vogel, Ewald Kooiman, Bernard Lagace, participando en las grandes Academias Internacionales de Órgano de Innsbruck, Haarlem, Zúrich y Florencia.
Posee un gran repertorio que abarca obras desde el siglo XIV hasta la época contemporánea. Interpreta todas las obras de Johann Sebastian Bach, uno de sus compositores preferidos junto a Buxtehude, Franck, Messiaen, Pachelbel, Langlais y otros.

## Carrera profesional
Desde 1986 hasta 2002 ha sido Organista Solista de la Filarmónica de Irkutsk en Rusia, donde tenía una gran actividad como solista, realizando varios ciclos de conciertos de órgano, y también como miembro del trío (órgano y dos violines) "Rondo" y el dueto "Concertino", participando en programas con cantantes y coro.
Ha tenido y tiene una gran actividad concertista en Rusia y Europa. Ha dado conciertos en las principales catedrales de Europa: Notre-Dame de París, Dom de Salzburgo, St. Gile´s Catedral de Edimburgo, Domkirke de Stavanger (Noruega), las catedrales de Palma de Malloca y Salamanca, y en diferentes iglesias de Cataluña y Madrid como el Monasterio de El Escorial y en el palacio Real de Madrid. Igualmente ha dado conciertos en los grandes Festivales Internacionales de órgano de Alemania, Suiza, Austria, España, Noruega, Escocia y Francia. En España en los dos últimos años ha participado, entre otros, en la Semana Internacional de Órgano de Madrid y en el IV Festival internacional de Palma de Mallorca. También ha participado en numerosos programas de radio y televisión, y cuenta con varias grabaciones de CD.
Actualmente es la Organista-Titular de la Catedral-Magistral de Alcalá de Henares de Madrid, e impulsora y Director Artístico, del «Festival Internacional de órgano de la  "Catedral de Alcalá de Henares"  que se celebra anualmente en esa localidad y en dicho templo celebra conciertos de órgano en los tiempos de Pascua y Cuaresma con algún artista invitado como el tenor español Aurelio Di Gutti y el oboísta Iñaki Urbina.